# Lotta Gray
Anna Charlotte "Lotta" Gray, född Berg den 24 december 1966, är en svensk vimmelreporter för Se & hör.
Hon är även känd som bloggaren "Vimmelmamman", där hon fick mycket uppmärksamhet när hon i bloggform beskrev sin kamp mot tjocktarmscancer. Hon var programvärd för Sveriges Radios program Vinter i P1 den 28 december 2010 och berättade där om sitt liv efter cancerbeskedet. År 2009 belönades hon med Riksförbundet för mag- och tarmsjukas Tarmcancerpris.
Lotta Gray arbetar sedan 2001 som journalist på Hänt i Veckan, Aller Media. 
I maj 2017 utgav hon självbiografin "Himlen kan vänta" (Forum).
Hon var tidigare gift med Threst Gray, paret separerade 2016. Gray har en son, född 2005 .